# Zep

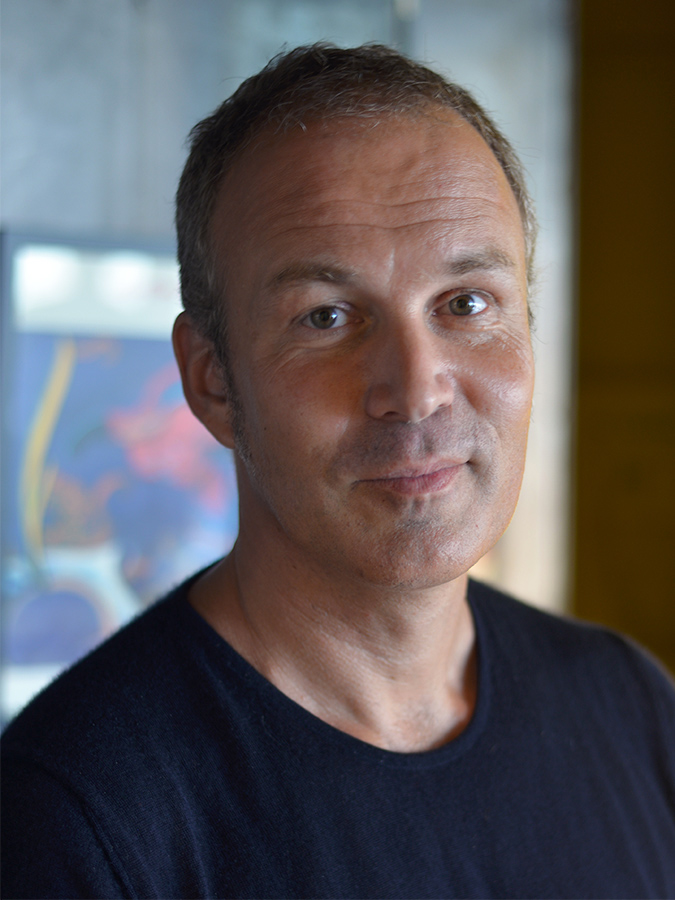
Zep, 2015

Zep, eigentlich Philippe Chappuis (* 15. Dezember 1967 in Onex), ist ein Schweizer Comiczeichner. Sein bekanntestes Werk ist Titeuf.
Er zeichnet seit seinem achten Lebensjahr Comics und gab mit zwölf sein erstes eigenes Comic-Magazin heraus, dessen Titel ZEP er als Pseudonym beibehalten hat. Nach dem Besuch der École des Arts Décoratifs in Genf zeichnete er für das Belgische Magazin Spirou, das seine ersten Serien veröffentlichte. Außerdem erschienen seine Arbeiten regelmäßig in Schweizer Zeitungen und Zeitschriften. Zu Titeuf, einem Knirps mit Tolle, inspirierten Zep vor allem Erinnerungen an seine eigene Kindheit. Der zeitgemäße kleine Knirps in Sneakern, den alles brennend interessiert, was das Leben der Erwachsenen bestimmt, wurde in der Schweiz und in Frankreich schnell zum Comic-Star der 1990er Jahre. Neben zahlreichen Auszeichnungen erhielt Zep für Titeuf 1996 den von einer Kinderjury vergebenen Alph'Art Jeunesse vom Festival International de la Bande Dessinée d’Angoulême. 2004 gewann er für sein Lebenswerk den Grand Prix de la Ville d’Angoulême.
2005 ehrte ihn die Französische Post mit der Herausgabe von drei Sonderbriefmarken sowie einem Zusammendruck. Im Herbst 2009 erschien sein bisher neuestes Comicalbum Happy Sex.
2024 hat der Künstler der Stadt Genf sein Anwesen zum Kauf angeboten. Es handelt sich um eine Villa mit ca. 800 m² Wohnfläche und einen Park von ca. 30.000 m². Der Wert beträgt ca. 25 Mio. CHF, der Künstler bietet das Anwesen der Stadt für ca. 20 Mio. CHF an.